# Anton Wilhelm Amo
Anton Wilhelm Rudolph Amo (1703 — c. 1759) foi um filósofo oriundo de Axim, no atual Gana. Levado quando criança para a Alemanha pela Companhia Holandesa das Índias Ocidentais em 1707, Amo foi dado de presente aos Duques Augusto Guilherme e Ludwig Rudolf von Wolfenbüttel. Criado como membro da família de Antônio Ulrich, Duque de Brunswick-Wolfenbüttel, tornou-se um filósofo e um professor respeitado nas universidades de Halle an der Saale e de Jena após estudar lá. Foi o primeiro africano sub-saariano a frequentar uma universidade europeia.

## Primeiros anos e instrução

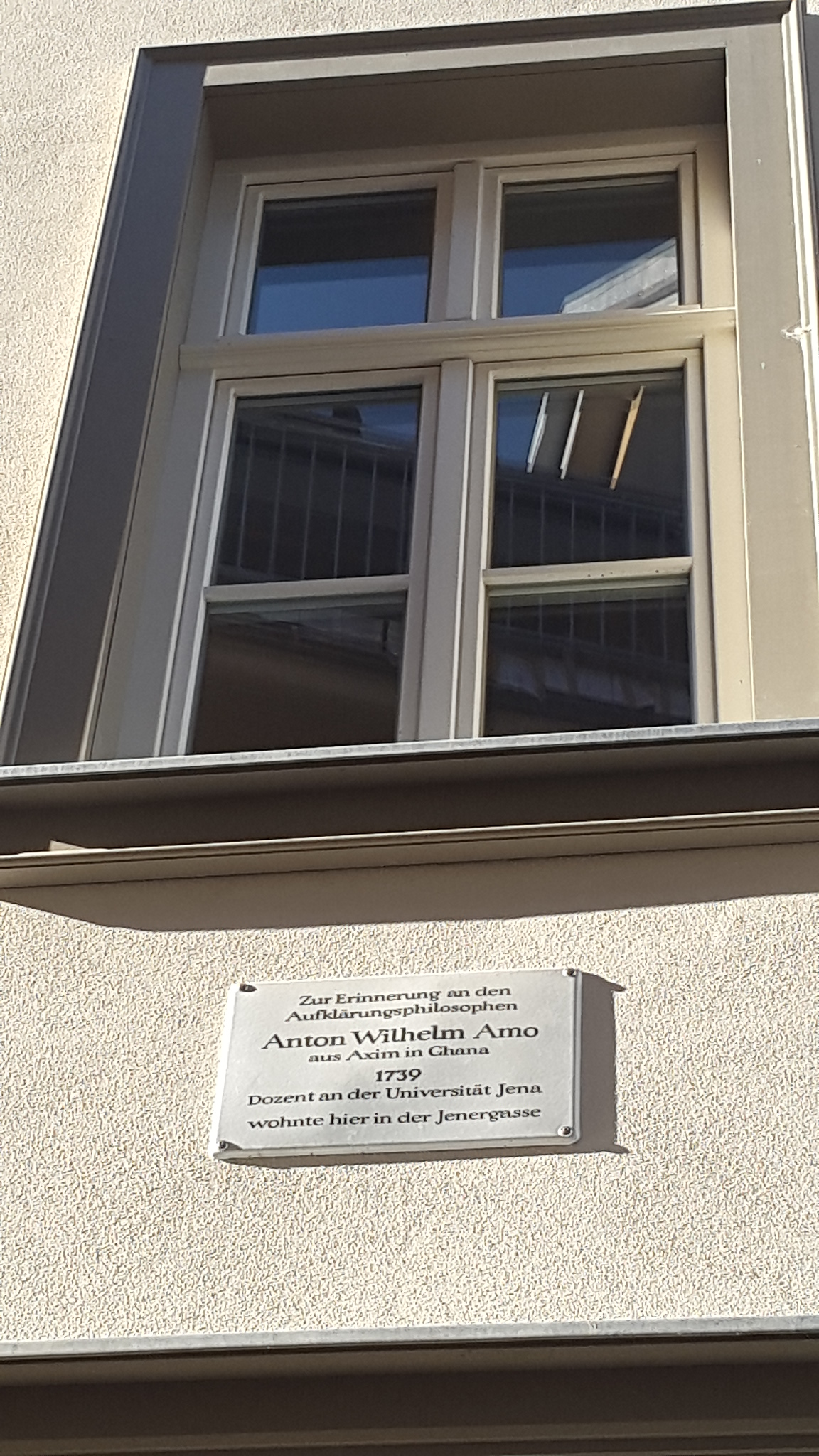
⠀⠀⠀⠀⠀⠀

Amo pertencia à tribo Nzema do povo Akan. Nasceu no povoado de Awukena na região de Axim, no Gana, mas com aproximadamente quatro anos foi comprado e levado para Amsterdã por holandeses da Companhia das Índias Orientais. Alguns relatos dizem que foi levado como escravo, outros que foi enviado a Amsterdã por um padre que trabalhava em Gana. Seja qual for a verdade, quando chegou, foi oferecido como presente para Antônio Ulrich, duque de Brunsvique-Wolfenbüttel, e foi levado para seu palácio em Wolfenbüttel. Amo foi batizado na capela do palácio, passou a ser tratado como um membro da família do duque, e foi educado na Wolfenbüttel Ritter-Akademie (1717-1721) e na Universidade de Helmstedt (1721-1727). Acredita-se também que tenha se encontrado com Gottfried Leibniz, que era um visitante freqüente do palácio.
Frequentou então a Universidade de Halle, onde entrou na Faculdade de Direito em 1727. Terminou os seus estudos preliminares em dois anos, com a dissertação:  Dissertatio Inauguralis De Jure Maurorum in Europa (Os Direitos dos Mouros na Europa). Para seus estudos posteriores, Amo mudou-se para a Universidade de Wittenberg, estudando lógica, metafísica, fisiologia, astronomia, história, direito, teologia, política e medicina. Aprendeu a falar seis línguas (inglês, francês, holandês, latim, grego e alemão). A educação médica passou a ter um papel fundamental em muito do seu pensamento filosófico posterior.
Obteve o seu doutorado em filosofia em Wittenberg em 1734; a sua tese (publicado como "Sobre a ausência de sensações na mente humana e da sua presença no nosso corpo") argumentava contra o dualismo cartesiano. Amo aceitava a separação entre mente e corpo, desenvolvendo e citando Descartes, mas defendia que era o corpo quem sentiria todas as percepções (inclusive as da cognição) através de seus órgãos, enquanto a mente é unitária, indivisível, impassível e imaterial, que atua sobre o corpo orgânico mas vive em intercâmbio com ele.

## Carreira filosófica e vida posterior

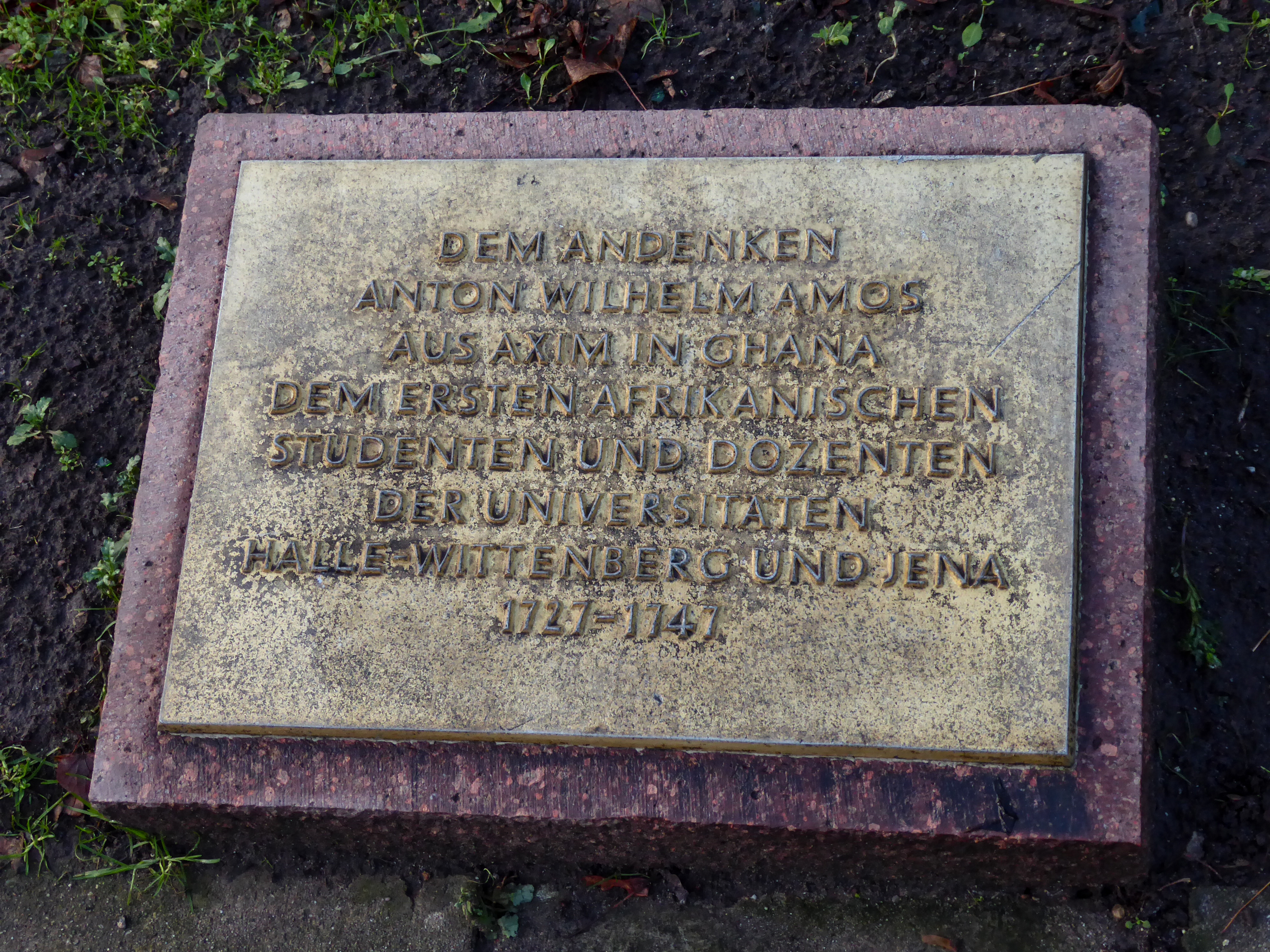
Placa memorial a Anton Wilhelm Amo na Universitätsring em Halle/Saale

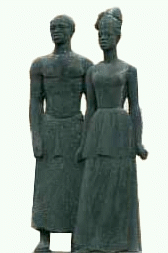
Monumento Freies Afrika (África Livre) por Gerhard Geyer, próximo à placa memorial

Retornou sua carreira filosófica em Halle sob seu nome preferido de Antonius Guilelmus Amo Afer e em 1736 tornou-se professor. Produziu seu segundo grande trabalho em 1738, com o título de "Tratado sobre a Arte de Filosofar Sóbria e Precisamente" no qual desenvolveu uma epistemologia empírica semelhante à de filósofos como John Locke e David Hume. Nele também examinou e criticou falhas tais como a desonestidade, o dogmatismo, e o preconceito intelectual. Em 1740, Amo passou a lecionar filosofia na Universidade de Jena, e naquela época começou a passar por um período difícil em sua vida. O duque de Brunsvique-Wolfenbüttel tinha morrido em 1735, deixando-o sem seus patrões e protetores. Infelizmente, isso coincidiu com as mudanças sociais na Alemanha, que estava se tornando intelectual e moralmente mais preconceituosa e menos liberal. Amo começou a ser vítima de manifestações preconceituosas feitas por seus inimigos, incluindo uma sátira feita contra a sua pessoa realizada em um teatro de Halle.
Após algum tempo, ele decidiu retornar para Gana. Embarcou em um navio holandês da Companhia das Índias Ocidentais e chegou até Gana em 1747 passando pela Guiné. Pouco se sabe sobre sua vida após este ponto, mas ele foi encontrado por David-Henri Gallandat, segundo sua publicação no jornal da Sociedade Científica Holandesa, e teria vivido como um eremita. A data, o local, e a forma de sua morte são desconhecidos, embora tenha morrido provavelmente por volta de 1753 ou 1759 no forte Chama em Gana.
Mais tarde, durante o idealismo alemão e romantismo, o trabalho filosófico de Amo foi ignorado por outros intelectuais alemães de Jena, como Schiller, Fichte, Schelling, Hegel, Brentano e os irmãos Schlegel.

## Legado
Em 10 de outubro de 2020, o Google celebrou-o com um Google Doodle.
Em agosto de 2020, num contexto de "descolonização" de topónimos considerados de origem racista, as autoridades da capital alemã Berlim propuseram mudar o nome de Mohrenstraße para "Anton-Wilhelm-Amo-Straße" em sua honra.
Em 2024, realizar-se-ão na Alemanha duas exposições museológicas exclusivamente dedicadas a Anton Wilhelm Amo: "Focus on Amo. Pinturas para um académico" no Löwengebäude da Universidade de Halle/Saale
e a exposição "Anton Wilhelm Amo - Entre os Mundos" no Museu das Colecções Municipais no Arsenal em Lutherstadt Wittenberg. O curador desta exposição foi o etnólogo Nils Seethaler.